# Bandy i Kina

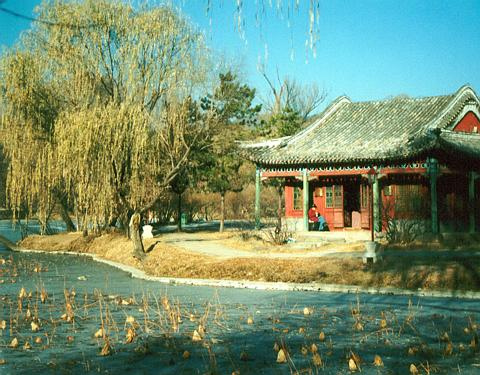
Is på sjön där damernas VM 2018 ska spelas

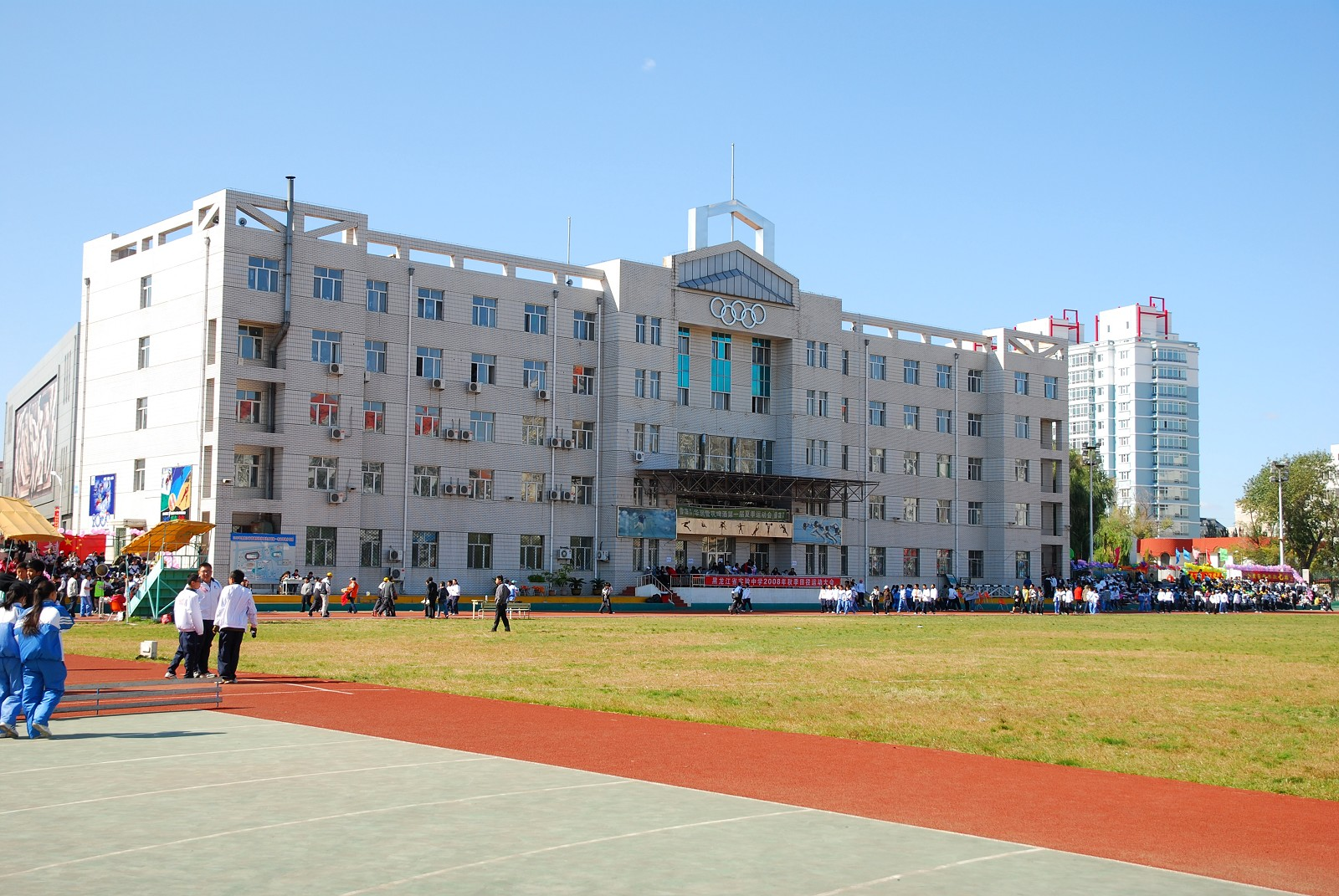
Arenan för Division B i herrarnas VM 2018

Bandy i Kina är ett relativt nytt fenomen. 2009 påbörjade Folkrepubliken Kina en satsning på bandy genom Kinas ishockeyförbund och 2010 blev man medlem i Federation of International Bandy. 2012 visade Harbin Institute of Physical Education (哈尔滨体育学院) intresse av att införa bandy. 2014 bildades China Bandy Federation, till stor del genom initiativ av svenskarna Per-Erik "Perka" Holmström och Hans Elis Johansson, och övertog FIB-platsen från ishockeyförbundet. CBF:s president Zhu Zhiqiang är en av FIB:s vicepresidenter.
Perka etablerade Harbins bandylag 2015 och i november 2016 startades en ny klubb där, för både bandy och ishockey. Harbin i nordöstra Kina är en av landets största städer och har stora vintersporttraditioner. Till exempel så arrangerades Asiatiska vinterspelen 1996 och Vinteruniversiaden 2009 där. Dessutom finns en inomhusarena för hastighetsåkning på skridskor, Heilongjiang Indoor Rink, som var på tal att användas till B-VM 2018. Det blir dock utomhusarenan vid universitetet. Intresse har också visats från universitetet i Heihe.
Under vinterfestivalen i Chengde arrangerades uppvisningsmatcher i januari 2015, bland annat med herrlandslaget, som VM-debuterade 2015. I slutet av januari spelade man sin första riktiga landskamp, mot Japan i den blivande VM-arenan i Chabarovsk. Fem av spelarna i VM-truppen kom från Jiamusi. Sverige-kinesen Johan Chang vann skytteligan i B-VM
2015 bestämde man sig även för att satsa på dambandy och bygga en inomhusarena. Minst en av skridskolöpningshallarna, den i Harbin, som invigdes 1995, hade redan en hel isyta. Damlandslaget VM-debuterade i turneringen 2016.
2018 ska Kina arrangera både damernas VM och Division B i herrarnas VM.
2017 debuterade man i flick-VM.
När en delegation besökte Sverige i augusti 2016, var även sportdirektören för universitetet i Qiqihar, Zhang Shousheng, med.
Inför säsongen 2016-17 planerades en universitetsliga mellan sex lag. Studenter är den bästa chansen att sprida sporten i Kina, tror Oleg Zigansjin, ordförande i Chabarovsk krajs förbund.
I september 2017 besökte en delegation från FIB och Ryska bandyförbundet Kina.
10 till 16 december 2017 spelades en internationell studentturnering i Harbin.
Wan Xue Feng är den första internationella domaren bland B-nationerna, tillsammans med Estlands Maksim Toode.
Vid Vinteruniversiaden 2019 kommer Kina att delta med ett studentlandslag i herrturneringen.

## Äldre försök att introducera bandy i Kina
I Tommy Engstrands bok Mästare jag mött, finns en kopia på hans första artikel i Idrottsbladet 1960. Där påstås det att Kina hade sökt inträde i FIB, som då hette IBF. Hur som helst blev det inget kinesiskt medlemskap på den tiden.